# Kalwang
Kalwang – gmina targowa w Austrii, w kraju związkowym Styria, w powiecie Leoben. Według Austriackiego Urzędu Statystycznego liczyła 1030 mieszkańców (1 stycznia 2015).